# قبعة جامعية مربعة
القُبّعة الجامعية المُربّعة أو قُبّعة التخرُّج أو القٌبّعة أو القُلنسوات الجامعية (لأن مظهرها يُشبه الصقور المستخدمة من قبل البنائين لحمل المِلاط) أو قُبّعة أوكسفرد، جزء من اللباس الجامعي، توضع على الرأس وتتكون من لوحة مربعة أفقية مُثبّت على قبعة ضيّقة، وشُرّابة تَتدلى من مركزها.

## أصلها
اختلفت الأقوال وتضاربت حول معرفة أصلهما، فيقول البعض: “إن الروب الأسود يرجع إلى القساوسة والرهبان في العصور الوسطى، حيث كانوا يمثلون رجال الدين للدولة، وكذلك كانوا يقومون بمهمة التدريس للطلاب، وعندما ينهي الطالب دراسته يصبح راهبا فيرتدي هذا الزي الموحد للكهنة والرهبان”.[بحاجة لمصدر] أما عن القبعة فكانت تستخدم في القرنين الرابع والخامس لتمييز الفلاسفة والفنانين عن عامة الشعب.[بحاجة لمصدر]
شكل وفكرة قبّعة التخرّج أو “قلنسوة التخرج” جاءت بالأصل من أداة كان يستخدمها عمّال البناء لحمل الأسمنت خلال عملية البناء.[بحاجة لمصدر]
وهناك اعتقاد آخر ينسب فكرة قبّعة التخرّج إلى قبّعة كان يلبسها الرومان، وخاصة رجال الدين الكاثوليك، وبعدها أصبح الطلّاب والفنّانون يلبسونها في القرن الرابع عشر والخامس عشر.[بحاجة لمصدر]
وأما بالنسبة للخيط أو الحبل الذي يكون متدلّيًا من القبّعة، فهو حبل كان يتم استخدامه للتفريق بين الدرجات، حيث أن كل درجة أو تصنيف يكون لون مختلف.[بحاجة لمصدر]
وبعد ذلك اقترنت بالجامعات والحياة الأكاديمية، حيث تكون القبّعة “القلنسوة” مقرونة مع ثوب التخرّج “روب التخرّج”.[بحاجة لمصدر]
وترجع عادة رمي القبعات إلى الأعلى إلى اعتقاد أن من ضمن حضور حفلة التخرج أطفالا قد يسرعون على القبعات عند تساقطها وبذلك يستقبلون مستقبلا أفضل، أو إلى اعتقاد أن بإلقائهم هذه القبعات يتخلصون من التزامات الدراسة والتعليم والواجبات.[بحاجة لمصدر] بدأ هذا التقليد منذ عام 1912م، وذلك عن طريق جامعة أنابوليس، حيث كان الخرّيجون حينها قد تخرّجوا مبكّرًا عن موعدهم الطبيعي بسنتين، مما دفعهم للاحتفال برمي القبّعات في الهواء. وبعد هذا أصبحت تقليد يتم اتباعه في المدارس المتوسطة والثانوية والجامعات.[بحاجة لمصدر]